# نظرية القط اللطيف للنشاط الرقمي

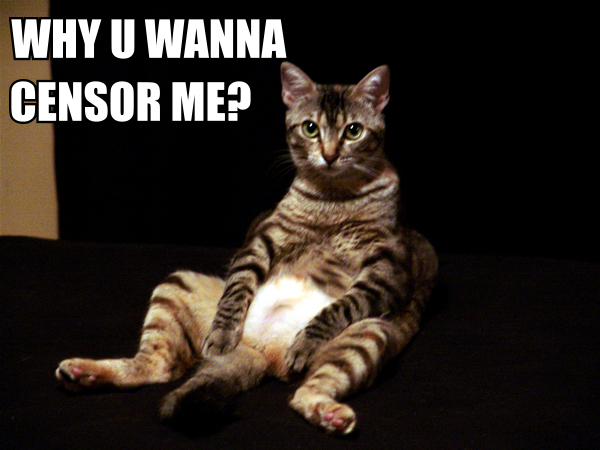
غالبًا ما تتم مشاركة صور القطط المضحكة من خلال نفس الشبكات المستخدمة من خلال النشطاء عبر الإنترنت.

نظرية القط اللطيف للنشاط الرقمي عبارة عن نظرية تتعلق بنشاط الإنترنت والرقابة على الإنترنت و«القطط اللطيفة» (وهو مصطلح يستخدم لأي نشاط عبر الإنترنت منخفض القيمة ولكنه شهير) تم وضعها من خلال إيثان زوكرمان في عام 2008.
وهي تفترض أن أغلب الأشخاص غير مهتمين بالنشاط، ولكنهم بدلاً من ذلك يرغبون في استخدام شبكة الويب من أجل الأنشطة المعتادة، بما في ذلك تصفح الإنترنت بحثًا عن الإباحية وصور القطط المضحكة («القطط اللطيفة»).
وتكون الأدوات التي يقومون بتطويرها من أجل ذلك (مثل فيسبوك وفليكر وبلوغر وتويتر والمنصات الشبيهة بذلك) مفيدة للغاية للناشطين في مجال الحركة الاجتماعية، والذين قد تنقصهم الموارد اللازمة من أجل تطوير أدوات مخصصة بأنفسهم.
وفي المقابل، فإن ذلك يمنح الناشطين حصانة أكبر ضد عمليات الانتقام والثأر من خلال الحكومات بشكل أكبر من استخدامهم لمنصة نشاط مخصصة، لأن إيقاف منصة شهيرة يمكن أن يؤدي إلى إثارة غضب طائفة كبيرة من الشعب بشكل يفوق إيقاف منصة مغمورة.

## شبكة الإنترنت والرقابة
يقول زوكرمان إنه تم اختراع ويب 1.0 للسماح لعلماء الفيزياء بمشاركة الأبحاث العلمية. في حين تم اختراع ويب 2.0 من أجل السماح للأشخاص بمشاركة صور القطط اللطيفة." ويقول زوكرمان إنه إذا تجاوزت الأداة أغراض "القطط اللطيفة"، وكان يجري استخدامها بشكل شائع من أجل الأغراض منخفضة القيمة، يمكن بل ويحتمل استخدامها من أجل النشاط عبر الإنترنت، كذلك.
وإذا قررت الحكومة إيقاف إحدى هذه الأدوات العامة، فإن ذلك سوف يؤثر على قدرة الأشخاص على «الاطلاع على صور القطط اللطيفة عبر الإنترنت»، مما يؤدي إلى نشر المعارضة وتشجيع غرض الناشط.

## النموذج الصيني
وفقًا لزوكرمان، فإن الرقابة على الإنترنت في جمهورية الصين الشعبية، والتي تعتمد على مواقع ويب 2.0 الخاصة بها ذاتية الرقابة، تكون قادرة على التحايل على مشكلة القطط اللطيفة لأن الحكومة قادرة على توفير قدرة الوصول إلى محتويات القطط اللطيفة للأشخاص من خلال المواقع ذات الرقابة الذاتية مع منع القدرة على الوصول إلى المواقع الغربية، التي تعد أقل شهرة في الصين من أي مكان آخر في العالم.
«وتجذب المنصات التي يمكن الكتابة عليها / القراءة منها بشكل كافٍ النشطاء والإباحية. وفي حالة عدم وجود إباحية، فإن الأداة لا تعمل. وفي حالة عدم وجود نشطاء، فإنها لا تعمل بشكل جيد»، وذلك وفقًا لما ذكره زوكرمان.

## وصلات خارجية
- Zuckerman، Ethan (3 أغسطس 2008). "The Cute Cat Theory Talk at ETech". My heart’s in Accra. مؤرشف من الأصل في 2019-11-29. اطلع عليه بتاريخ 2012-05-12.,
- Cohen، Noam (21 يونيو 2009). "As Blogs Are Censored, It's Kittens to the Rescue". The New York Times Magazine. مؤرشف من الأصل في 2017-09-24. اطلع عليه بتاريخ 2012-04-12.
- 9 Cutest Things That Ever Happened (2013-02-05) Gordon Hamilton and the Australian Voices